# Пакларево
Пакларево је насељено место у Босни и Херцеговини, у општини Травник. Административно припада Федерацији Босне и Херцеговине, односно њеном Средњобосанском кантону. Према попису становништва из 2013. у насељу је било 975 становника, а већинску популацију чинили су Хрвати.

## Становништво
По последњем попису становништва из 2013. године у овом насељу живело је 975 становника, а село је било етнички хомогено са већинском хрватском популацијом.
| Националност       | 2013.        | 1991.          | 1981.          | 1971.          |
| Хрвати             | 972 (99,69%) | 1.225 (97,38%) | 1.183 (99,41%) | 1.054 (99,25%) |
| Срби               | 2 (0,21%)    | 0              | 1 (0,08%)      | 3 (0,28%)      |
| Југословени        | —            | 8 (0,64%)      | 2 (0,17%)      | 4 (0,38%)      |
| Бошњаци            | —            | 0              | 0              | 1 (0,09%)      |
| Црногорци          | —            | 0              | 1 (0,08%)      | 0              |
| остали и непознато | 1 (0,10%)    | 25 (1,99%)     | 3 (0,25%)      | 0              |
| Укупно             | 975          | 1.258          | 1.190          | 1.062          |